# Okres Voitsberg
Okres Voitsberg je okres v rakouské spolkové zemi Štýrsko. Má rozlohu 678,60 km² a žije tam 51 788 obyvatel (2013). Sídlem okresu je město Voitsberg, největší počet obyvatel má město Köflach. Sousedí s okresy Murtal, Štýrský Hradec-okolí, Deutschlandsberg a spolkovou zemí Korutany. Okres se dále člení na 25 obcí.